# Берри (нефтяное месторождение)

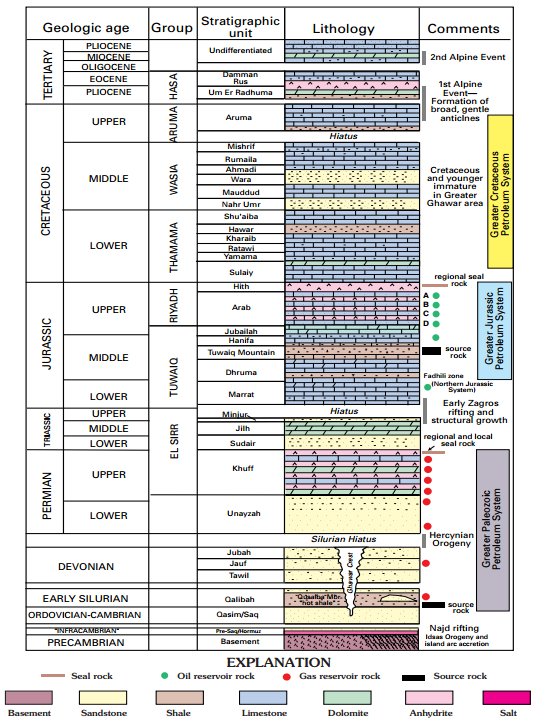
Стратиграфия нефтегазоносного бассейна Персидского залива, Берри относится к подразделению Hanifa (группа Tuwaiq, средние-верхние отложения юрской системы)

Бе́рри — нефтяное месторождение в Саудовской Аравии на побережье Персидского залива вблизи города Эль-Джубайль в нефтегазоносном бассейне Персидского залива. Открыто в 1964.
Нефтегазоносность связана с отложениями юрского возраста. Относится к Tuwaiq Mountain Formation, Hadriya, Hanifa Formation.
Залежи на глубине 2,2—2,3 км. Плотность нефти 0,876 г/см³. Геологические запасы месторождения оцениваются в 2 млрд т нефти. Существуют различные оценки запасов месторождения: 11Gb USGS 1994, 8.2Gb O&GJ 1973, 3.8Gb O&GJ 1977. Оценка накопленной добычи: 1.7Gb Simm 1991. Оценки ежесуточной добычи: 766 тыс. барр. в день US GAO 1978, до 807 тыс. барр. в день O&GJ, 300 тыс. барр. в день в 1994 году. КИН для пород такого же типа, как в данном месторождении, обычно оценивается как 20—45 %.
Периферийная закачка воды была начата в 1973 году. Обводнённость оценивается на уровне 15-20 %. В конце XX века содержало около трёх десятков фонтанирующих скважин.[уточнить] На Берри впервые в стране были применены горизонтальные скважины, что позволило в 2-3 раза увеличить добычу на скважину по сравнению с вертикальным бурением.
Добыча нефти за 2016 год составила 25 млн тонн.